# Joan Sebastian
José Manuel Figueroa Figueroa (Juliantla, Guerrero, 8 de abril de 1951-Juliantla, Guerrero, 13 de julio de 2015), conocido como Joan Sebastian, o el Rey del Jaripeo, fue un cantante y compositor mexicano.
A lo largo de su carrera musical fue acreedor de cinco premios Grammy y siete premios Grammy Latinos convirtiéndolo, hasta el año 2015, en el mexicano con más premios de este tipo.

## Biografía

### Primeros años e inicios
Joan Sebastian nació en la localidad de Juliantla, municipio de Taxco de Alarcón, al norte del estado de Guerrero, México. Su madre fue doña Celia Figueroa. Cuando tenía ocho años de edad ingresó como estudiante interno a un establecimiento educativo en Guanajuato, donde dio sus primeros pasos en el mundo de la música; de hecho, modificaba las letras de las canciones y componía versos musicales. Tres años después regresó a Juliantla y a los doce años volvió a ser internado, pero en esta ocasión en una institución educativa religiosa en Morelos, donde su cuidado estuvo a cargo del sacerdote David Salgado. En aquella época manifestó su deseo de convertirse en sacerdote; sin embargo, su padre se negó a que su hijo dedicara su vida a la iglesia ya que consideraba que tenía talento para la música. A la abuela de Sebastian le pareció una buena idea que su nieto iniciara una vida religiosa y estaba dispuesta a apoyarlo. A pesar de la negativa de su padre, insistió en emprender una vida sacerdotal y a los catorce años se inscribió como seminarista en el Seminario Conciliar de San José, en Cuernavaca, Morelos. En la época que estuvo de alumno del seminario compuso una misa, pero finalmente tomó la decisión de que su vocación no era el sacerdocio.
La primera canción que Joan Sebastian interpretó en público fue «Tu camino y el mío» de Vicente Fernández. La cantó en un concurso de canto en Cuautla de Morelos. Escogió aquel tema porque antes del concurso cantó a los organizadores una de sus canciones y le dijeron que cantara algo más popular, es así que optó por interpretar un sencillo de Vicente Fernández que era ídolo de su madre.

### Carrera
A los 17 años empezó su carrera musical y dejó el seminario. Debido a la dificultad de ganarse una vida como cantante, se vio obligado a desempeñarse como asistente administrativo en el Centro Vacacional Oaxtepec, un complejo hotelero y turístico en Morelos. En 1968, la cantante y actriz Angélica María, visitó el balneario de Oaxtepec, y mientras hacía una reservación en el conjunto hotelero escuchó a Sebastian cantar algunas canciones, y convencida de su talento le dio el teléfono del músico y productor Eduardo Magallanes para que se pusiese en contacto.
Ese año, con la idea de probar suerte como cantante, fue a la Ciudad de México para contactarse con Magallanes, pero este se encontraba en una gira de conciertos. Aun así, intentó conseguir inútilmente un contrato con el sello discográfico Discos Orfeón.
Tras varios meses en búsqueda de una audición musical en la capital mexicana, conoció al productor Chucho Rincón de la empresa disquera Discos Capitol, quien en un principio no le tomó en cuenta, pero fue tan notoria la desilusión del joven cantante que le dio la oportunidad para que se presentase al día siguiente e interpretase cuatro temas musicales. Después de que transcurriesen seis meses de su audición con Rincón, salió a la venta su primer álbum titulado Sueño y lucha. La primera canción que grabó para el disco fue «Descartada», la cual tuvo éxito, en especial en Ciudad Obregón, Sonora, ya que se vendió alrededor de doce mil copias.
Es así que lo programaron en Radio Variedades, donde se tocaban sus canciones y para agradecerle al programador dejó en la recepción de la emisora una caja de aguacates. Sin embargo, su música no volvió a ser transmitida allí, por lo menos en los próximos cinco años. Su gesto fue interpretado como una burla, porque al programador sus compañeros de radio le comenzaron a decir «El aguacate». Con el tiempo el ejecutivo musical fue reemplazado por su asistente, Elías Cervantes, quien volvió a programarlo. En ese momento José Manuel Figueroa decidió cambiarse el nombre por uno más artístico, Joan Sebastian.

### De José Manuel Figueroa a Joan Sebastian
Surgían los primeros éxitos como «Camino del amor» y «El sembrador de amor». Hasta entonces había publicado siete sencillos y un solo LP. Es cuando llega a Discos Musart, donde estaban parcialmente convencidos de que sus discos no funcionaban. «Cámbiate el nombre y que nadie lo sepa», le dijeron. Fue como un insulto a su identidad. En su infancia se dedicó al cultivo de la tierra en Los Llanos de San Sebastián, en Juliantla. Adoptó el nombre artístico de Sebastian, sin acento, en referencia a este lugar donde pasó una parte de su niñez. Alguien comentó que Sebastián significa «amante»; Pedro, «piedra»; y Juan, «libre». El significado de esta última palabra lo deslumbró. Sin pensarlo, dijo: «Me quiero llamar Juan Sebastián». Al oírlo, alguien sugirió que había que informarse a ver si numéricamente convenía que se llamara así. El análisis culminó en un veredicto negativo: «No funciona», replicaron los expertos. La búsqueda continuó, hasta que un día, una de sus hermanas le recomendó el cambio de la «u» por una «o» en el nombre Juan. Al mes el disco estaba funcionando y todo el mundo lo anunciaba como Joan Sebastian (sin acento en la última sílaba de Sebastian). Fue el público y los locutores quienes comenzaron a decirlo de esta manera. También existe la teoría de que su nombre artístico lo hubiese copiado (adaptándolo al "spanglish" utilizado popularmente en muchas partes del país), del compositor alemán Johann Sebastian Bach. Otros afirman que el nombre lo tomó de Johann Sebastian Mastropiero que es una sátira de los compositores clásicos, tomando los nombres del popular Johann Sebastian Bach y el apellido de un antiguo personaje inventado por Marcos Mundstock, llamado Freddy Mastropiero, aunque la fuente oficial sigue siendo que el nombre "Joan" lo adopta por la admiración que siente hacia el músico y poeta español Joan Manuel Serrat. Se sospecha que Mastropiero nació un 7 de febrero (fecha a la que hace referencia Joan Sebastian en la canción "Tu Sabes Quién" del álbum 13 celebrando el 13).
El debut de Joan Sebastian, fue con el sencillo «El camino del amor» que incluso llegó a escucharse en Norteamérica, en Centroamérica y Sur América. El segundo sencillo, «Sembrador de amor», fue tomado por un grupo argentino que lo interpretó en el Campeonato Mundial de Fútbol de 1978.

### Consolidación como artista
Joan Sebastian vivía en Chicago cuando grabó su primer disco, ciudad donde se ganaba la vida como vendedor de autos y hacía comerciales para radio. Cuando esporádicamente conseguía trabajar como cantante cobraba cincuenta dólares por noche. Fue la misma época en que quiso ser mesero y trabajó como lavaplatos, pero duró una semana y posteriormente fue contratado en un restaurante irlandés donde tenía que preparar ensaladas.
La grabación que hizo en México cambió su vida para siempre. Ese primer LP impulsó su carrera; y, de repente, un promotor lo llamó para que fuera a cantar en Texas ofreciéndole mil dólares diarios. Al principio, no sabía qué hacer con el dinero y lo metía en paquetes de aluminio en el refrigerador. Pronto abandonó su oficio de vendedor de autos. Lo llamaban de todos lados, para contratarle como músico. En aquella época conoció a Mario Iván Ríos Castro de las Varas, quien lo motivó a ser músico. 
Un día lo invitaron para que diera una conferencia a los empleados del centro vacacional de Oaxtepec, Morelos, donde él había trabajado años atrás. El título de su charla fue «La importancia de soñar y luchar». Para el año de 1996, fue invitado para protagonizar la telenovela mexicana Tú y yo junto a Maribel Guardia, en la cual interpretó a Tomás Santillana, un popular cantautor de música grupera en México. Compuso la banda musical de la telenovela, cuyas canciones fueron editadas por la empresa discográfica Musart. En 2001 ganó dos Premio Lo Nuestro en las categorías mejor intérprete de música grupera y al mejor álbum de música regional mexicana por Secreto de amor. La canción «Secreto de amor» alcanzó la séptima posición en la lista de conteos de la revista Billboard en la categoría de música latina. Ese mismo año le diagnosticaron cáncer.

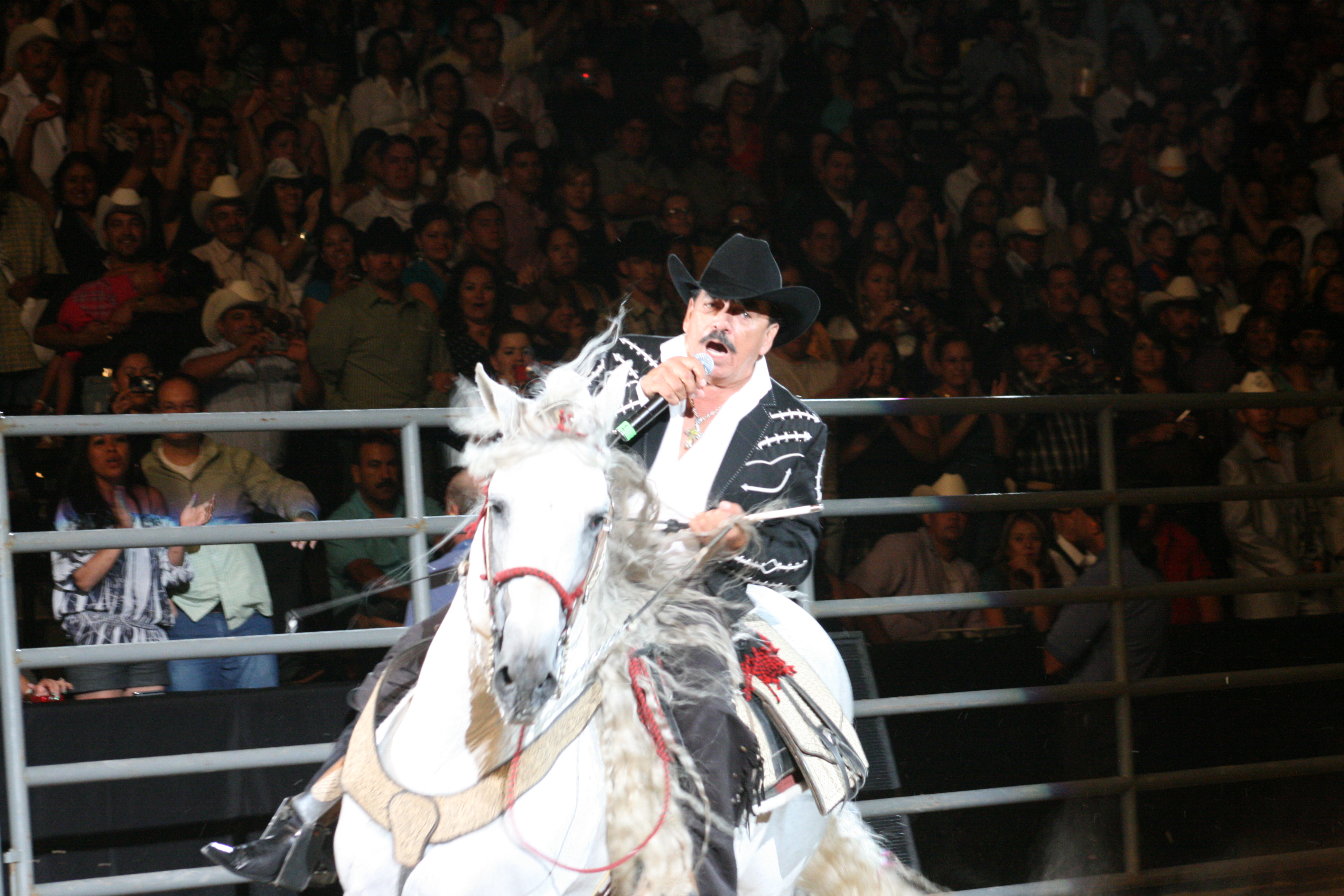
Sebastian cabalgando y cantando durante una presentación en el Pepsi Center en 2009.

En 2002 publicó «Lo dijo el corazón» y ganó sus primeros premios Grammy, en 2003 salió a la venta «Afortunado». Se le concedió el Premio ASCAP (Sociedad de Compositores de Estados Unidos) en 2002 y 2003 como compositor del año. En 2005 lanzó un disco de varios géneros musicales llamado Inventario; al año siguiente grabó un disco en vivo en el Auditorio Nacional y en el año 2006 lanzó otro álbum más con banda titulado Más allá del sol. También incursionó en el género de música regional mexicana y en otros géneros como pop, reguetón, música romántica, ranchera, norteña, de grupo, de banda, regional, etc.
En 2007 produjo un disco de música ranchera para Vicente Fernández con canciones inéditas de su autoría, el título fue Para siempre. En ese mismo año sacó un nuevo álbum de banda llamado No es de madera del cual se extrae el primer sencillo «Amor sin maquillaje», tema central de la telenovela (transmitida por Televisa) Amor sin maquillaje, donde compartió protagonismo junto a Lucía Méndez. El disco fue lanzado a la venta un martes 13 de noviembre de 2007; dice el mismo Joan que para él no hay ningún día malo, «todos los días son días de Dios».

## Vida personal
Su primera esposa fue Teresa González y con ella procreó tres hijos: José Manuel, Juan Sebastian y Trigo de Jesús Figueroa. El 27 de agosto de 2006 su hijo Trigo, encargado de la seguridad del cantante, fue asesinado en Hidalgo, Texas a las afueras del lugar en el que Sebastian daba un concierto, mientras que su hijo Juan Sebastian Figueroa también fue asesinado el 12 de junio de 2010 a las afueras de un club nocturno en Cuernavaca, Morelos.
De su relación con Mara del Carmen Ocampo nació Zarelea Figueroa, su primera hija.
En 1992, inició una relación con la actriz cantante Maribel Guardia, y tres años después procrearon a Julián Figueroa, su único hijo juntos. Mientras el cantante y la actriz veían un episodio del programa Ventaneando en 1996, Juan José Origel, uno de los entonces presentadores de la emisión, comentó que había visto a Sebastian siéndole infiel a Guardia cuando lo observó bailando en un antro con la actriz Arleth Terán. Este hecho provocó la ruptura de la relación de pareja entre ambos artistas, y ese mismo año se separaron. El 9 de abril de 2023, su hijo Julián falleció a los 27 años de edad.
Tras su relación con Terán, Joan Sebastian conoció a Erica Alonso, con quién se casó y tuvo una hija llamada Juliana Figueroa. La pareja se mantuvo junta durante doce años, hasta que su relación terminó por diversas infidelidades por parte de Sebastian.
Finalmente junto con Alina Espino procreó dos hijas: Joana Marcelia y D'yavé Figueroa.

### Enfermedad y muerte
El 13 de julio de 2015, Sebastian falleció a los 64 años de edad, a causa de cáncer óseo primario, enfermedad que padecía desde 1998.

## Discografía
| - Mi mujer (1975) - Y las mariposas (1977) - Hasta que amanezca (1979) - Alma de niña (1980) - Juliantla (1981) - Manantial (1981) - Así de loco (1982) - Enredo (1983) - Mi cómplice (1984) - Rumores (1985) - Oiga (1986) - Ranchero, Vol. 2 (1987) - Mascarada (1988) - Norteño (1989) - Viva la vida (1991) - Al rojo vivo (1995) - Bandido de amores (1995) - Norteño Vol. 2 (1995) - Peor de tus antojos (1995) - Con mariachi (1996) - Tú y yo (1996) - Disco de Oro Vol.1 Baladas (1997) - Gracias por tanto amor (1998) - Rey del Jaripeo (1999) - Con Norteño (2000) - Nostalgia y recuerdos (2000) - Secreto de amor (2000) - Cariño como tu (2001) - Con Mariachi Vargas de Tecalitlan (2001) - En vivo: desde la Plaza El Progreso en Guadalajara (2001) - Joan Sebastian y Antonio Aguilar Vol. 2 (2001) | - Afortunado (2002) - Lo dijo el corazón (2002) - Dos grandes (2003) con Marco Antonio Solís - Enamorado del amor (2004) - Frente a frente con banda (2004) - Mujeres bonitas (2004) - Poeta del pueblo (2004) - Que amarren a cupido (2004) - Inventario (2005) - Rancheras con banda (2005) - Canta para ti (2006) - De relajo pa bailar (2006) - En vivo en el Auditorio Nacional (2006) - Joan Sebastian (2006) - Más allá del Sol (2006) - Corridos y algo más (2007) - No es de madera (2007) - Siempre romántico (2007) - Pegadito al corazón (2009) - Huevos rancheros (2011) - Un lujo (2012) - 13 Celebrando el 13 (2013) - El Último Jaripeo (2017) |

## Sencillos
- No es de Madera
- Secreto de amor (tema de la telenovela "Secreto de amor")
- Me gustas (El mayor de mis placeres)
- Me enamoré de ti
- Como Olvidar
- Ahora entiendo
- Un idiota
- Contigo, sin ti
- Rumores
- Mi cómplice
- Te Irá Mejor Sin Mí (2009)
- Hasta que amanezca
- Juliántla
- 25 rosas
- Una noche más
- Mascarada
- Melodía para dos
- Maracas**
- Más allá del sol
- Sembrador de amor
- Sentimental*banda
- Tatuajes
- Un idiota
- Secreto de amor
- Y las mariposas
- Afortunado
- Así te quiero
- Ojitos de golondrina
- Rumores
- Un cariño como tú
- El perdedor
- Lobo domesticado
- Eso y más
- El primer tonto
- Es Guerrero
- Bandido de amores
- Invítame un cigarro
- Tú y yo dueto con Maribel Guardia (tema de la telenovela Tú y yo)
- Para siempre (tema de la telenovela Fuego en la sangre, interpretado por Vicente Fernández)
- Voy a conquistarte (tema del disco producido a Diego Verdaguer, Mexicano Hasta las Pampas)
- Oiga (a dúo con Prisma)
- Recuérdese también que el éxito Maracas se hizo a dueto con el cantante Alberto Vázquez
- Bandido de amores fue un dueto con Antonio Aguilar
- Con la duda dueto con Thalía (tema del disco Primera fila de Thalía)
- Golondrinas viajeras dueto con Lucero (tema de la telenovela Soy tu dueña
- Diseñame

## Apariciones en televisión
- Amor sin maquillaje (2007) - Alex
- Tú y yo (1996) - Tomás Santilana